# Бернд Айхінгер
Бернд Айхінгер (нім. Bernd Eichinger; 11 квітня 1949 — 24 січня 2011) — німецький режисер, актор, сценарист і продюсер; один з керівників кінокомпанії Constantin Film.

## Творчість
Закінчив Мюнхенський університет кіно і телебачення.
У 1970-ті роки Айхінгер заснував свою компанію «Соларіс фільм», яка змінила німецьке кіно, вивівши його на новий рівень. Саме він сприяв популяризації таких визнаних німецьких режисерів, як Вім Вендерс, Вольфганг Петерсен, Том Тиквер.
Світову популярність Айхінгеру принесла робота над створенням культових фільмів 1990-2000-х років: «Оселя зла», «Достукатися до небес», «Фантастична четвірка», «Ім'я троянди», «Дім духів» і «Парфумер». У 2005 році фільм «Бункер», в якому розповідається про останні дні життя Гітлера, приніс Айхінгеру номінацію на премію «Оскар» як сценаристу фільму. Він сам зняв такі стрічки, як «Нові мурахи в штанах», «Диявол і пані».
Цікава історія створення фільму «Парфумер», продюсером якого був Айхінгер. Автор скандального роману, який був переведений на 42 мови, драматург і прозаїк Патрік Зюскінд відмовив багатьом голлівудським режисерам та продюсерам у дозволі на кінопостановку. Права на екранізацію роману він передав лише своєму другові, продюсеру Бернду Айхінгеру. Так і народився культовий фільм «Парфумер. Історія одного вбивці», який вийшов на екрани в 2006 році і автором сценарію якого був Айхінгер.
Для Айхінгера не було нічого неможливого. Він не визнавав відмовок «тут вам не Голлівуд». Він знімав кіно з розмахом у Німеччині, і за це його називали німецьким третім «братом Вайнштейном». Протягом сорока років він безпомилково робив ставку на теми, режисерів, акторів і майже ніколи не помилявся.
Бернд Айхінгер раптово помер 24 січня 2011 під час свого візиту до США, у будинку своїх друзів у передмісті Лос-Анджелеса на 62-му році життя від зупинки серця.